# Radara thermeola
Radara thermeola är en fjärilsart som beskrevs av George Francis Hampson 1926. Radara thermeola ingår i släktet Radara och familjen nattflyn. Inga underarter finns listade.